# Premios iBest
Los Premios iBest (originalmente Internet World Best) son considerados el mayor galardón de Internet en Brasil, siendo el premio anual ofrecido a los mejores influencers, profesionales y empresas del mercado digital (internet, sitios web, redes sociales, aplicaciones y similares). Del 2000 al 2002 los Premios iBest también se celebraron en México, buscando ser el equivalente a los Premios Óscar del Internet en el mundo de habla hispana.

## Historia
La primera edición se celebró en 1995 bajo el nombre de "Internet World Best" y contó con dos categorías que juzgaban sitios web corporativos y personales. En esa ocasión no hubo votación por parte del jurado popular, sólo por los jueces oficiales.
Al año siguiente, el número de categorías aumentó a 12, con alrededor de 1200 sitios registrados y abriendo la votación al público para elegir sus favoritos. En su apogeo, entre 2001 y 2004, el premio recibió más de 3 millones de votos, lo que lo convirtió en el premio más grande de su tipo en todo el mundo. 
En sus inicios, el premio era administrado por el Grupo Mantel, propiedad de Marcos Wettreich, y todavía se llamaba Internet World Best. En enero de 1999 se crea iBest Company como empresa independiente, con el objetivo de organizar los Premios iBest, con la explotación comercial de los ingresos publicitarios derivados del evento. A finales de 1999, GP Investimentos adquirió el 15% de la empresa iBest. 

### iBest Award México
En el año 2000 los premios iBest celebraron su primera edición en México, anunciando su lista de Top 10 el 23 de mayo y su fiesta de entrega de premios el 16 de agosto de ese año. La primera edición contó con 23 categorías incluyendo: Arte/Cultura, Comercio Electrónico, Diseño, Educación, Deportes, Gobierno/Asociaciones, Industria, Informática, Entretenimiento, Mujer, Música, Noticias, Personal, Portal, Proveedores de Acceso, Salud, Servicios Corporativos, Servicios Financieros/Compañías de Seguros, Servicios Online, Telecomunicaciones, Transportes, Turismo y TV/Radio.
Los premios iBest se continuaron celebrando en México en 2001 y 2002; casi tres millones de pageviews y más de 800 mil votos fueron recopilados en la segunda edición del premio, que tuvo su ceremonia de premiación el 21 de junio de 2001, y amplió su número de categorías a 25, incluyendo las categorías de Alimentos y Bebidas, Buscadores, Infantil y Personalidades, y cambiando la categoría de "Diseño" a "Productoras y Agencias". Mancera Ernst & Young fue la firma encargada de validar el proceso de votación que definía al mejor sitio en cada categoría, que llegó a tener 28 categorías en su última edición de 2002, la cual definió su top 3 el 25 de abril de ese año y concluyó su periodo de votación el 23 de mayo del 2002.

### iBest como portal y proveedor de internet
En diciembre de 2001 la empresa amplió sus actividades, pasando a ofrecer la prestación de acceso telefónico a Internet con la creación del proveedor iBest y del portal iBest. En el mismo mes, Brasil Telecom, a través de su filial BrT Serviços de Internet, adquirió el 12% de la empresa, estableciendo un acuerdo para suministrar infraestructura de acceso a Internet a iBest. 
El portal iBest también concentró los servicios de comercio electrónico de Lokau.com y el servicio gratuito de correo electrónico de MailBr, empresas que fueron adquiridas por la empresa iBest.  El Grupo Estado, responsable del diario O Estado de São Paulo, pasó a actuar como organizador de todos los contenidos periodísticos del Portal iBest. 
Entre 2002 y 2003, BrT Serviços de Internet adquirió el 100% del capital social de iBest.   
En 2004, iBest era líder del mercado en la Región II, donde Brasil Telecom tenía su concesión y el segundo mayor proveedor de Internet gratuito del mercado brasileño, con 4,5 millones de usuarios registrados y 1,3 millones de usuarios activos. 
En 2003, el Premio iBest fue el mayor premio de la Internet brasileña, con más de 30 mil sitios registrados en la edición. 
Entre los servicios que ofreció iBest se encuentran iBest Accelerated, iBest 24 horas de soporte, HD iBest, iBest Photos, Fotolog, Blogs, LIG, Browse and Earn, Rewarded Access. 
En mayo de 2004, Brasil Telecom adquirió iG,  y el acuerdo se anunció en los premios iBest. Se adoptó un nuevo logo, manteniendo el color azul, ahora definido como "Generación Internet". Los proveedores de acceso a Internet de Brasil Telecom (iG, iBest y BrTurbo) formaron el Internet Group. La fusión de IG con los portales iBest y BrTurbo se completó en 2006, marcada por una nueva campaña publicitaria. 
Con el proceso de fusión, la marca se incorporó a iG, con una pausa en las ediciones de premios. 
En 2008, el premio regresó en su 12ª edición, con los votos de la Academia iBest y el Jurado Popular.  A partir de 2008, el premio se suspendió indefinidamente. 
Oi compró el operador Brasil Telecom en 2008 por R$ 5.863 millones. El acuerdo fue acordado entre las dos empresas y Oi constituyó Brasil Telecom el 17 de mayo de 2009 . 

### Reanudación del premio en Brasil
Después de una pausa de 12 años, en 2020 Marcos Wettreich recuperó la marca, abandonada por la empresa Oi durante más de 5 años (mediante un proceso de caducidad en el INPI) y volvió a organizar el premio, ahora gestionado por iBest Global, con nuevas categorías, incluidas aplicaciones y redes sociales (Youtube, Instagram, Facebook y Twitter), en un total de 53 categorías en 2020. 
En 2022, iBest se consolidó como referencia en servicios online en Brasil, con una participación récord de 20 millones de votos computados en 87 categorías.      